# Follia

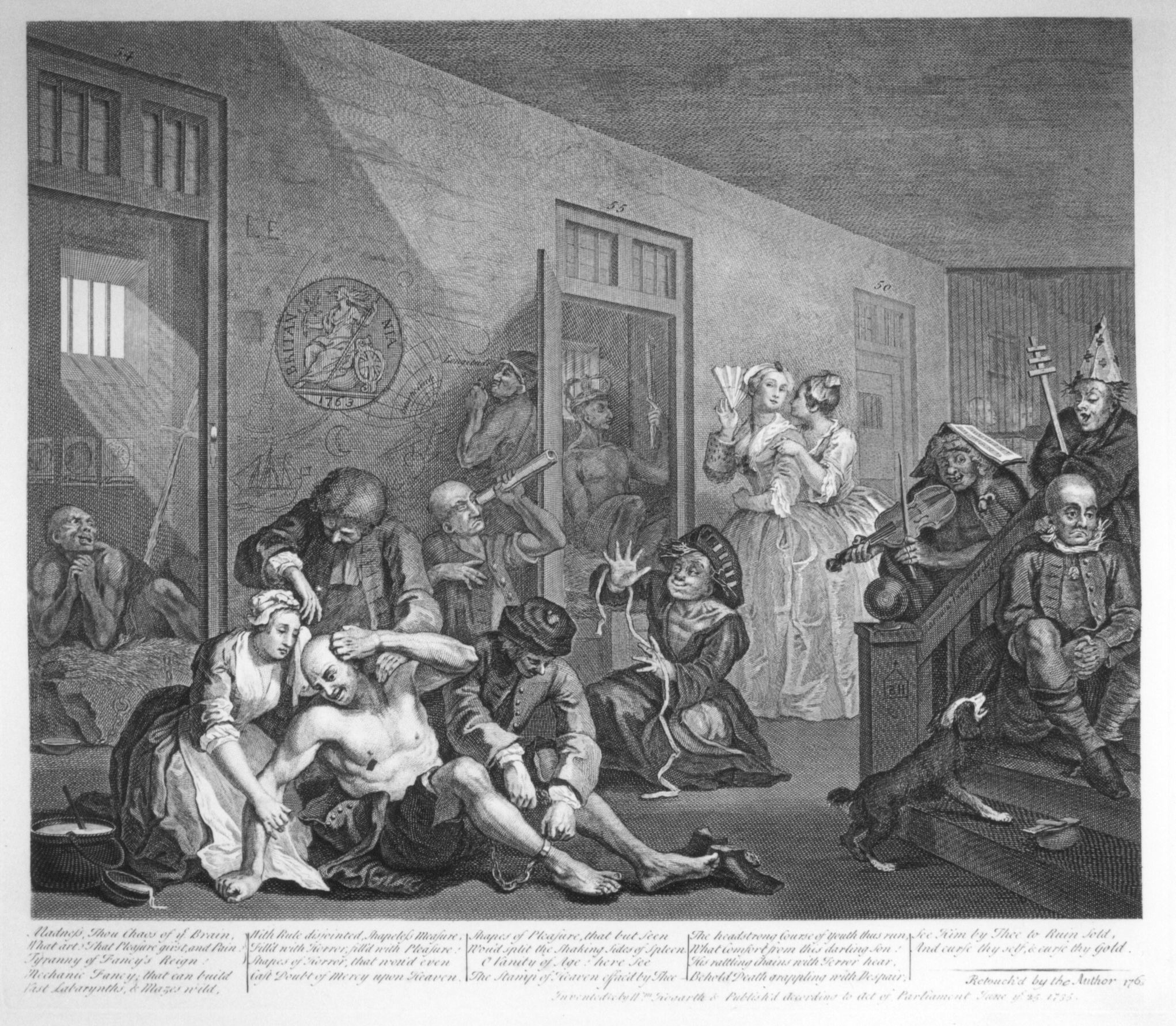
Uno dei dipinti della serie "A Rake's Progress" di William Hogarth raffigura l'ospedale psichiatrico di Bedlam nel 1763.

In psicologia, psichiatria e nel senso comune con il termine follia o pazzia si indica genericamente una condizione psichica che identifica una mancanza di adattamento, che il soggetto esibisce nei confronti della società, spesso in maniera anche non pienamente consapevole, tipicamente attraverso il suo comportamento, le relazioni interpersonali e stati psichici alterati ovvero considerati anormali fino a causare stati di sofferenza psicologica per il soggetto. La definizione di follia è influenzata dal momento storico, dalla cultura, dalle convenzioni, quindi è possibile considerare folle qualcosa o qualcuno che prima era normale e viceversa. Spesso in ambito filosofico e sociologico si preferiscono i termini alienazione e devianza.

## Descrizione

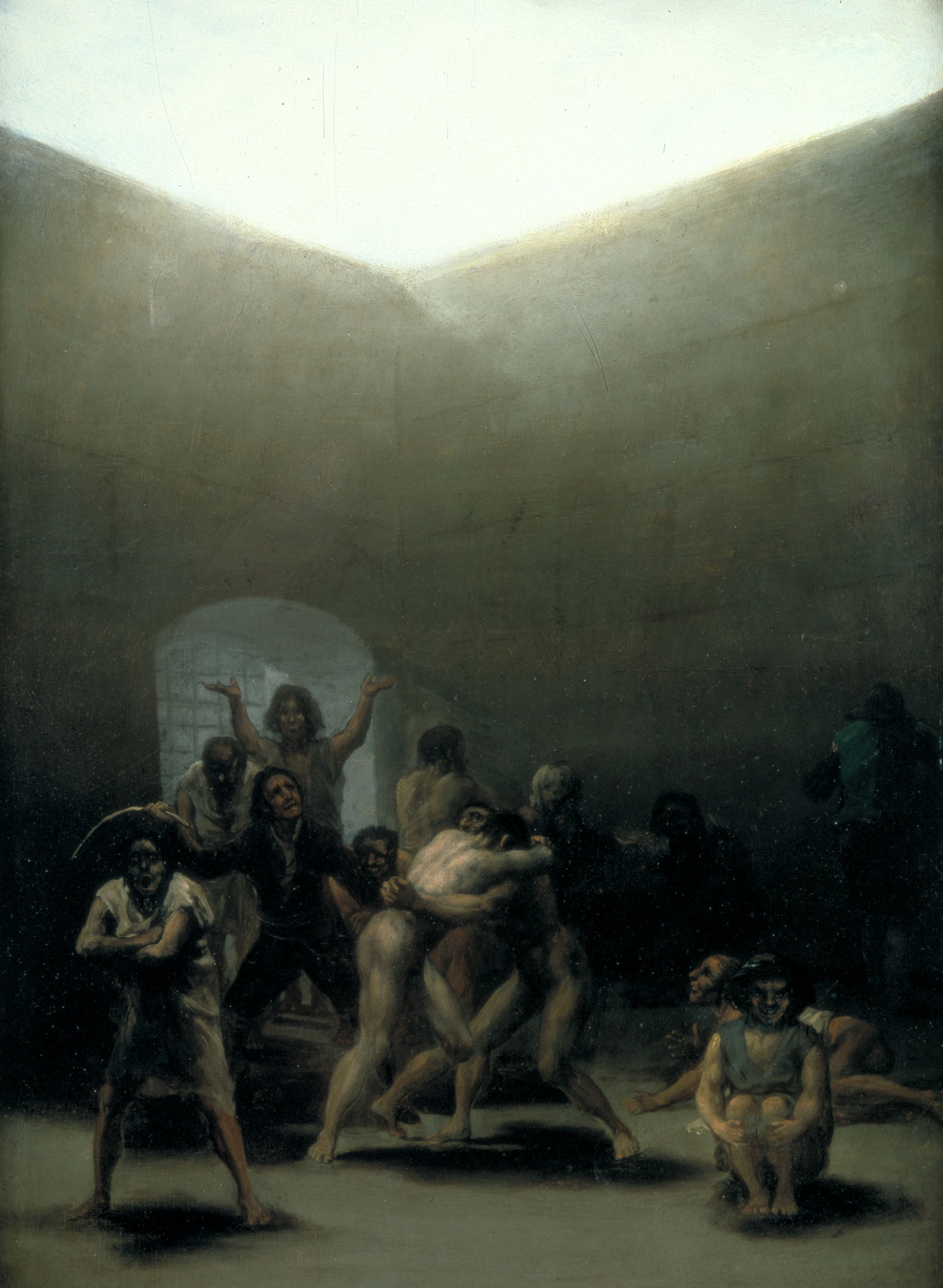
Il Giardino dei Pazzi, di Francisco Goya (1794)

La follia può manifestarsi come violazione delle norme sociali, compresa la possibilità di diventare un pericolo per se stessi e gli altri, anche se non tutti gli atti sono considerati follia. Nell'uso moderno follia è più comunemente usato come termine informale che denota instabilità mentale, o nel contesto più ristretto giuridico dell'instabilità mentale. Nella professione medica il termine è ora evitato, in favore di diagnosi più specifiche di malattie mentali. La branca della medicina che si occupa delle malattie mentali è la psichiatria, mentre lo studio di queste in termini generali è argomento della psicopatologia. Ad oggi in senso medico si considerano tali tutte le psicopatologie affini alle psicosi.
(A. C. Grayling, La ragione delle cose)
(Blaise Pascal{, fr. 414 ed. Brunschvig)
A volte si suole parlare anche di follia morale ovvero il mancato rispetto di norme morali ritenute tali dalla comunità.

### Eziologia
Annoveriamo una causa biologica legata al codice genetico; una psicologica dovuta alle relazioni riguardanti il primo anno di vita, che incidono nella formazione della personalità dell'individuo; una ambientale-sociale, in funzione alle relazioni interpersonali con il mondo circostante, possibili cause di un problematico adattamento ambientale.

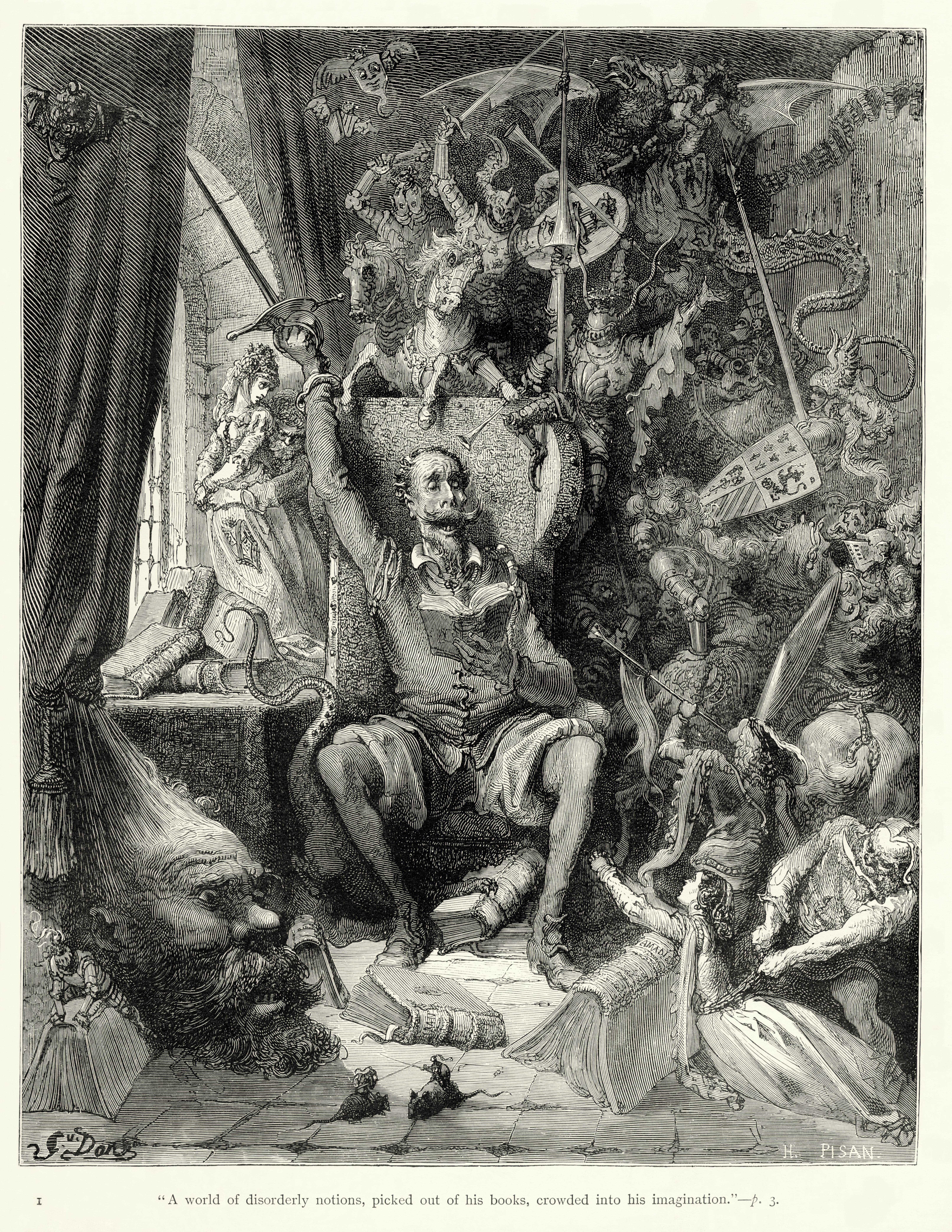
Don Chisciotte della Mancia

### I sistemi di disadattamento
Quando l'adattamento non avviene sorgono nell'individuo i sistemi di disadattamento, ovverosia meccanismi che tendono ad escludere il soggetto dalla società. Tra i più diffusi vi è la scissione, ovvero l'interpretazione alterata della realtà per uscire fuori dal mondo (schizofrenia); la fuga come distacco graduale dal mondo, dagli affetti, dalle relazioni e dagli interessi sociali (depressione); le ossessioni, i ritualismi e la maniacalità del potere.

### L'interpretazione psicoanalitica
La "follia" in psicoanalisi potrebbe essere definita come una sovrapposizione della parte istintuale su quella razionale.
Secondo Sigmund Freud il comportamento ordinario non è altro che il risultato di un continuo processo dialettico tra la parte più selvaggia e disorganizzata del cervello, l'Es, e quella più pesata e razionale, il Super-io. Nel momento in cui una delle due parti prevale in maniera eccessiva sull'altra il comportamento può apparire irrazionale e privo di logica.
(Luigi Pirandello, Il berretto a sonagli)
Invece la follia, ossia questa eccessiva razionalità o irrazionalità, ha dinamiche latenti e proprie logiche.

## Nella storia
Il termine follia deriva dal latino follis, di origine onomatopeica, significava vuoto o mantice.
Nel corso dei millenni è profondamente variato sia il concetto di follia sia la sua interpretazione.
Nel mondo classico la follia era imprescindibilmente legata alla sfera sacra: il folle rappresentava la voce del divino, quindi da ascoltare per interpretarla.
Nel Medioevo, invece, il folle diventò il rappresentante del demonio, perciò bisognava liberarlo dal male, in qualche modo esorcizzarlo. Si diffuse la dicotomia spirito-corpo che, nel caso di malattia mentale, impose come primo atto l'intervento riparatorio sul corpo guasto, e proprio per questo motivo incapace di far esprimere lo spirito, e nel caso di insuccesso l'eliminazione fisica del folle.
Un'interpretazione diametralmente opposta si ebbe nel Rinascimento, basti pensare all'Elogio della follia di Erasmo da Rotterdam; in questa epoca il folle venne considerato una persona diversa, sia per i valori sia per la sua filosofia di vita, e quindi andava rispettato, lasciato libero. Questa corrente di pensiero getterà le basi per la moderna fenomenologia, sviluppata dal filosofo Husserl, ma anche dallo psichiatra Jaspers che influenzerà la psichiatria trasformandola in una disciplina di incontro con l'altro (il folle), per vivere insieme con il malato e comprenderlo.
Se nel Medioevo i folli rischiavano il rogo, ancora alla metà del Settecento erano detenuti nelle carceri, poiché mancavano le strutture sanitarie specifiche; proprio in questo periodo, in Francia, in Germania e in Inghilterra si mise in moto un processo lento che consentirà entro una cinquantina di anni, grazie alla promulgazione delle prime leggi apposite, di consegnare i folli ai familiari, o in caso di mancanza, anche inserirli negli ospedali oppure nei primi istituti specializzati nascenti in quell'epoca.
Per quanto riguarda l'approccio terapeutico ai malati, solamente verso la fine del XVIII secolo, il medico chirurgo Jacques René Tenon rivoluzionò la mentalità medica dell'epoca cercando di imporre il concetto di inviolabilità della persona umana e di libertà, seppur all'interno della struttura, per il malato, distinguendo la terapia medica, da quella solamente repressiva di tipo carcerario in vigore fino a quel momento.
Un altro medico francese di fine XVIII secolo, Pierre Jean Georges Cabanis, portò avanti il lavoro di Tenon, progettando il primo regolamento degli istituti per malati di mente: tra le altre innovazioni, Cabanis, abolì le catene per sostituirle con corpetti di tela (camicia di forza), introdusse un diario medico informativo sul malato e sugli effetti delle terapie e soprattutto regolamentò l'ingresso e l'eventuale fuoriuscita del malato per guarigione avvenuta. Le cronache giudiziarie di quegli anni, per la prima volta, descrissero l'arresto, per omicidio, di "infermi di mente" da indirizzare nei manicomi.
In Inghilterra, invece, la gestione dei malati di mente era stata abitualmente appannaggio dei Quaccheri, e verso la fine del Settecento, l'ospedale di York venne ristrutturato ed adibito a questo compito. Oltre all'introduzione della semilibertà vigilata, emersero due aspetti caratteristici: l'uso dei principi religiosi come metodo di cura e il lavoro come valore terapeutico.
Nello stesso periodo, invece, in Francia si impose una visione laica nella gestione dei malati di mente, e grazie all'opera fondamentale del dottor Philippe Pinel le ideologie democratiche dell'epoca si riversarono sulla mentalità e sul tipo di controllo da applicare ai folli. Questo fu il periodo in cui la conoscenza delle malattie mentali acquistò una credibilità scientifica, e le innovazioni apportate da Pinel esalteranno l'importanza del rapporto paziente/terapeuta e l'importanza del transfert nella psicoterapia.
In tempi più recenti, dall'Ottocento in poi, emerse la visione, influenzata dal Positivismo, del folle come "macchina rotta", ovverosia lesionata nel cervello.
Nel Novecento Freud con l'intuizione della guarigione perseguibile tramite una ricerca interiore ed un rapporto più umano con il terapeuta, con tutta la architettura della psicoanalisi nel suo complesso, e Jung, con la sua indagine dei contenuti simbolici degli elementi della follia e l'introduzione degli archetipi per definirla con più chiarezza, mutarono nuovamente la storia del folle e del significato della follia.

## Nella cultura

### Follia nell'arte

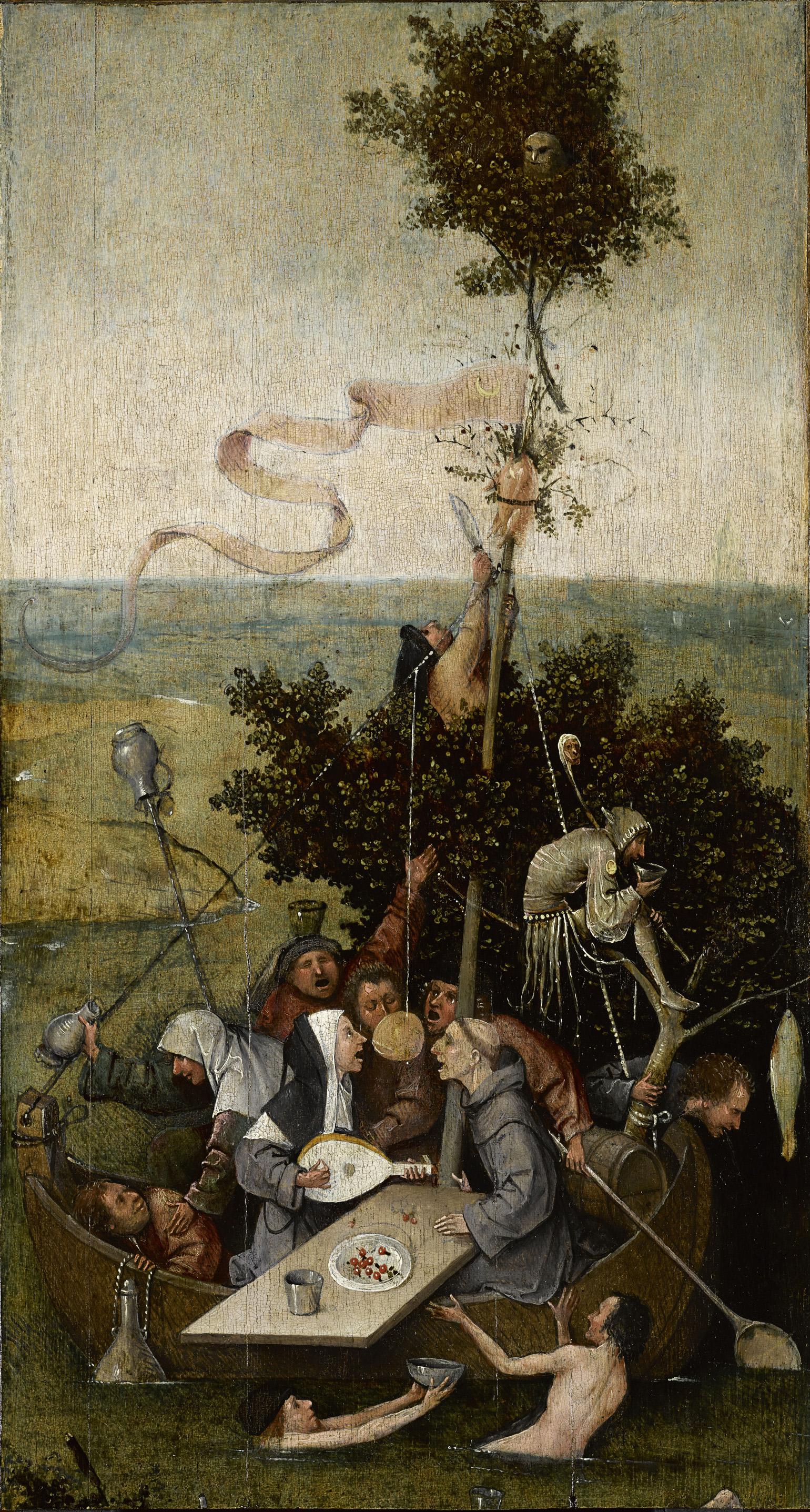
Nave dei folli, di Hieronymus Bosch (1494 circa)

La figura del folle è un tema ricorrente nell’arte di diverse epoche, rappresentando un prisma attraverso cui osservare la condizione umana, la critica sociale e le emozioni estreme. Questa figura è stata interpretata in modi diversi, da simbolo di saggezza nascosta a emblema di trasgressione, follia o fragilità mentale.
L’interesse per il folle affonda le sue radici nel Medioevo, dove questa figura era spesso associata al "matto per Dio", come san Francesco, o agli stolti delle parabole bibliche, come le Vergini stolte. Nel Rinascimento, il folle si trasforma in un simbolo satirico e morale, rappresentato nei testi come La nave dei folli di Sebastian Brant, il libro più venduto del XV secolo dopo la Bibbia. Durante il periodo barocco e fino al Romanticismo, la follia diventa un tema chiave per esplorare il confine tra ragione e immaginazione. Nei dipinti di Pieter Bruegel il Vecchio, ad esempio, emerge il fou collettivo attraverso scene carnevalesche che sovvertono le norme sociali. Nel corso dei secoli, la figura del folle ha assunto un ruolo critico nei confronti delle gerarchie sociali e delle norme morali. I buffoni di corte, presenti in molte rappresentazioni pittoriche, erano autorizzati a dire ciò che nessuno osava, diventando così strumenti di critica implicita. Questa ambivalenza si ritrova anche nelle opere di Francisco Goya, come Il sonno della ragione genera mostri, dove la follia è rappresentata come il pericolo di abbandonare la razionalità.

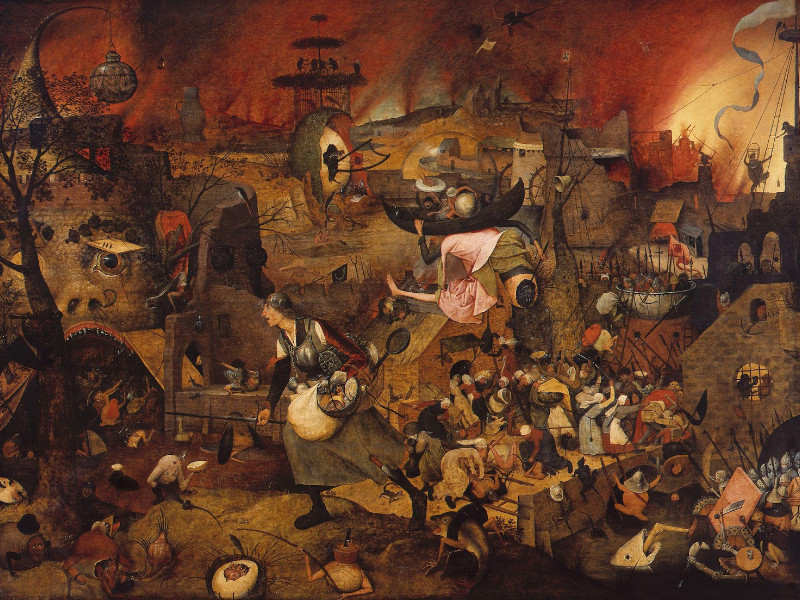
Pieter Bruegel il Vecchio, Margherita la Pazza

Le raffigurazioni del folle spaziano da scene drammatiche a interpretazioni grottesche e surreali: nel Medioevo opere come l'acquamanile raffigurante Aristotele cavalcato da Fillide (1380) mostrano la fragilità della ragione umana. Durante il Rinascimento, Pieter Bruegel il Vecchio, con Margherita la Pazza, personifica la follia attraverso leggende popolari, dipingendo paesaggi infernali che simboleggiano il caos e l’ira. In età moderna, Gustave Courbet e Edvard Munch esplorano la follia interiore. Courbet, con il suo Autoritratto di uomo disperato), cattura il tumulto emotivo del momento, mentre Munch, con L'urlo, trasforma l’angoscia personale in un dramma collettivo. A partire dall’Ottocento, la follia diventa simbolo di libertà e creatività. Gli artisti moderni esplorano gli stati estremi dell’animo umano come reazione alle convenzioni sociali e alla razionalità illuminista. Questa tendenza culmina con il Romanticismo e l'Espressionismo, dove la follia rappresenta l’irrazionale e l’ignoto, spesso associata a disturbi mentali, ma anche alla ricerca di autenticità e intensità esistenziale.
Simbolismo e significato
Nell’arte, il folle non è solo un emblema di pazzia, ma anche una figura che sfida la normalità, aprendo spazi di riflessione sulle contraddizioni dell’uomo. Come ha detto Robert Burton in Anatomia della malinconia: "Il mondo intero è matto". Questa visione, ancora attuale, evidenzia la perenne rilevanza della follia come metafora dell’esistenza umana.

### Follia nella letteratura
Nella letteratura restano ancora oggi memorabili ed emblematici Don Chisciotte della Mancia di Cervantes, affresco romanzesco della schizofrenia efficace quanto geniale; il dramma pirandelliano Enrico IV, nel quale si intrecciano i temi della solitudine, dell'incomprensione, dei confini assurdi tra il vero ed il falso, tra la follia e la saggezza. Le tragedie greche e quelle shakespeariane mettono in scena, talvolta, le follie vere o presunte di esseri umani schiacciati dalle forti emozioni oltre che dal destino. A rappresentare la depressione come follia, si può citare Bartleby lo scrivano di Herman Melville.
Nel Medioevo il frate e poeta Jacopone da Todi nelle sue laudi cantò il disprezzo del mondo (contemptus mundi) e l'esaltazione mistica che conduce ad una "santa pazzia" ("Senno me par e cortesia / empazzir per lo bel Messia"; laude LXXXVII).
Nel XVI secolo il filosofo Erasmo da Rotterdam scrisse il già citato saggio Elogio della follia in cui la Pazzia, personificata, mostra quanto sia presente nei comportamenti umani.

### Follia nei videogiochi
Kefka Palazzo, celebre personaggio di Final Fantasy VI, è un ottimo esempio della follia nel panorama dei videogiochi.

### Follia nella musica
La follia nella cultura moderna ha un ruolo importante, specialmente nelle opere liriche, dove occupa grandi scene, note come appunto scene "della follia" (Lucia di Lammermoor, Anna Bolena, Il pirata, Semiramide, Nabucco).
In ambito musicale si può citare la controversa figura di Syd Barrett, cofondatore e leader del gruppo Rock psichedelico Pink Floyd, che è noto per aver sviluppato una malattia mentale in seguito ad assunzioni frequenti di LSD, fino a quando non è stato allontanato dalla band.